# Klokoč
Klokoč (ungarisch Hegyhát – bis 1888 Klokocs) ist eine Gemeinde in der Mitte der Slowakei mit 472 Einwohnern (Stand 31. Dezember 2024), die im Okres Detva, einem Teil des Banskobystrický kraj, liegt.

## Geographie

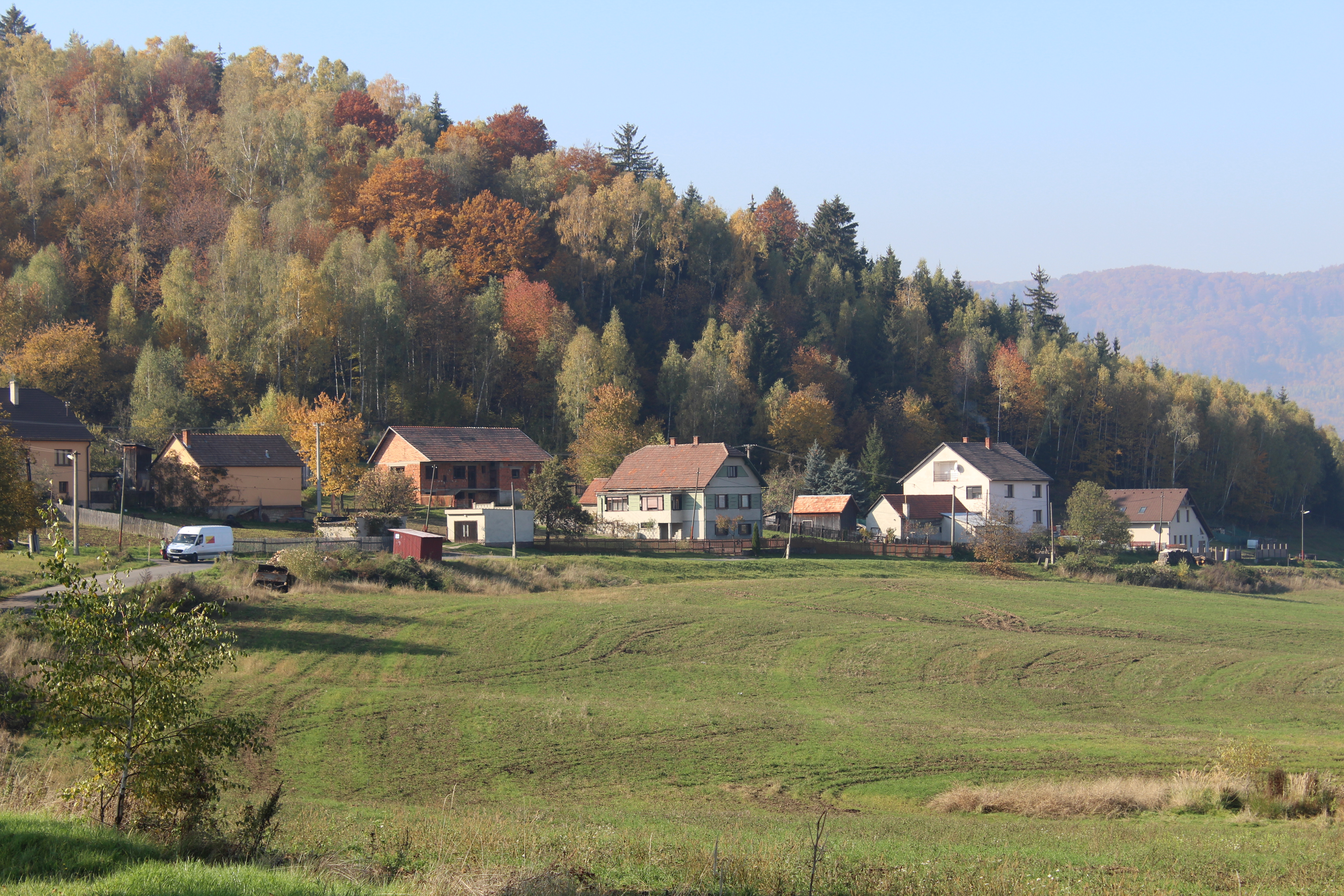
Weiler Miškovci

Die Gemeinde befindet sich am Fuße des Javorie-Gebirges. Das Ortszentrum liegt auf einer Höhe von 550 m n.m. und ist 18 Kilometer von Detva sowie 24 Kilometer von Zvolen entfernt.
Die Gemeinde ist offiziell nur eine einzige Katastralgemeinde, gliedert sich aber in 12 Weiler/Einzelsiedlungen (slowakisch regional Mz. lazy): Dedina, Bartkovci, Čelovci, Sliackovci, Miškovci, Kapcovci, Laz, Kubovci, Virodovci, Ľauková, Jašovci und Výbohova Poľana.
Nachbargemeinden sind Vígľaš im Norden, Stožok im Nordosten und Osten, Stará Huta im Süden, Vígľašská Huta-Kalinka im Südwesten und Slatinské Lazy im Westen.

## Geschichte

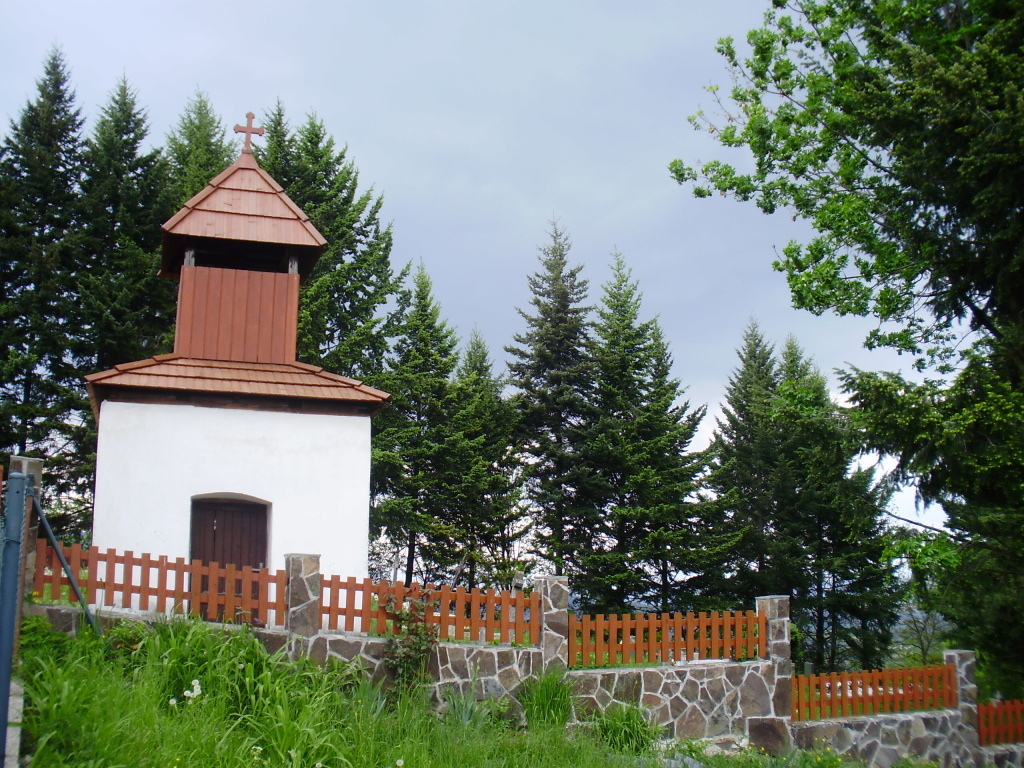
Glockenturm

Das heutige Gemeindegebiet war jahrhundertelang nur spärlich besiedelt, es gab nur temporäre Holzfäller-, Hirten- und Köhler-Siedlungen. Vom Mittelalter bis ins 19. Jahrhundert hinein gehörte das Gebiet zum Herrschaftsgebiet des Schlosses Vígľaš. Die heutige Gemeinde wurde zum ersten Mal 1786 als dessen Teil erwähnt und setzte sich aus mehreren Einzelsiedlungen zusammen. 1828 zählte man 42 Häuser und 352 Einwohner, die als Landwirte, Viehhalter und Waldarbeiter beschäftigt waren. Zwischen 1840 und 1862 gab es Schwefelbergwerke.
Bis 1918 gehörte das im Komitat Sohl liegende Gebiet zum Königreich Ungarn und kam danach zur Tschechoslowakei beziehungsweise heute Slowakei.

### Ortsname
Der Name Klokoč bedeutet auf Deutsch Klappernuss und soll auf diese einst reichlich vorhandenen Sträucher hinweisen. Der 1888 eingeführte (und bis 1918 offizielle) ungarische Name „Hegyhát“ heißt auf Deutsch Bergrücken.

## Bevölkerung
| Jahr                | 1994 | 2004    | 2014    | 2024    |
| ------------------- | ---- | ------- | ------- | ------- |
| Anzahl der Personen | 467  | 469     | 503     | 472     |
| Unterschied         |      | +0,42 % | +7,24 % | −6,16 % |

| Jahr                | 2023 | 2024    |
| ------------------- | ---- | ------- |
| Anzahl der Personen | 479  | 472     |
| Unterschied         |      | −1,46 % |

Gemäß der Volkszählung 2011 wohnten in Klokoč 499 Einwohner, davon 491 Slowaken und ein Deutscher. Sieben Einwohner machten keine Angabe zur Ethnie.
398 Einwohner bekannten sich zur römisch-katholischen Kirche, 37 Einwohner zur Evangelischen Kirche A. B. und ein Einwohner zur griechisch-katholischen Kirche; sechs Einwohner bekannten sich zu einer anderen Konfession. 31 Einwohner waren konfessionslos und bei 26 Einwohnern wurde die Konfession nicht ermittelt.

## Bauwerke und Denkmäler

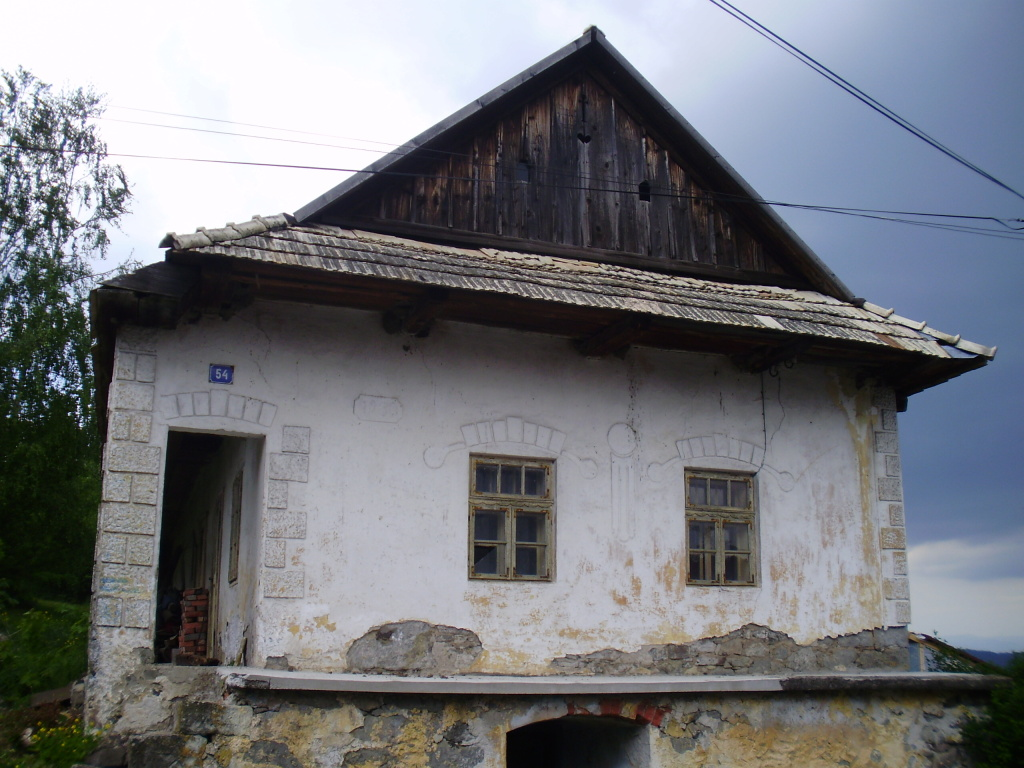
Altes Haus in Klokoč

- Glockenturm im volkstümlichen Stil aus dem 18. Jahrhundert
- hölzernes Feldkreuz aus dem 20. Jahrhundert

## Verkehr
Klokoč ist über einen Abzweig von der Straße 2. Ordnung 591 (Vígľaš–Dolná Strehová) erreichbar.